# Wilhelm-Sander-Stiftung
Die Wilhelm Sander-Stiftung ist eine gemeinnützige Stiftung mit Sitz in Neustadt an der Donau, Bayern. Sie wurde 1974 nach dem Tod des Unternehmers Wilhelm Sander gegründet und widmet sich vorrangig der Förderung medizinischer Forschung, insbesondere auf dem Gebiet der Krebsforschung.
Die Stiftung zählt zu den größten bayerischen Stiftungen und spielt eine führende Rolle in der medizinischen Wissenschaftsförderung.

## Leben des Stifters

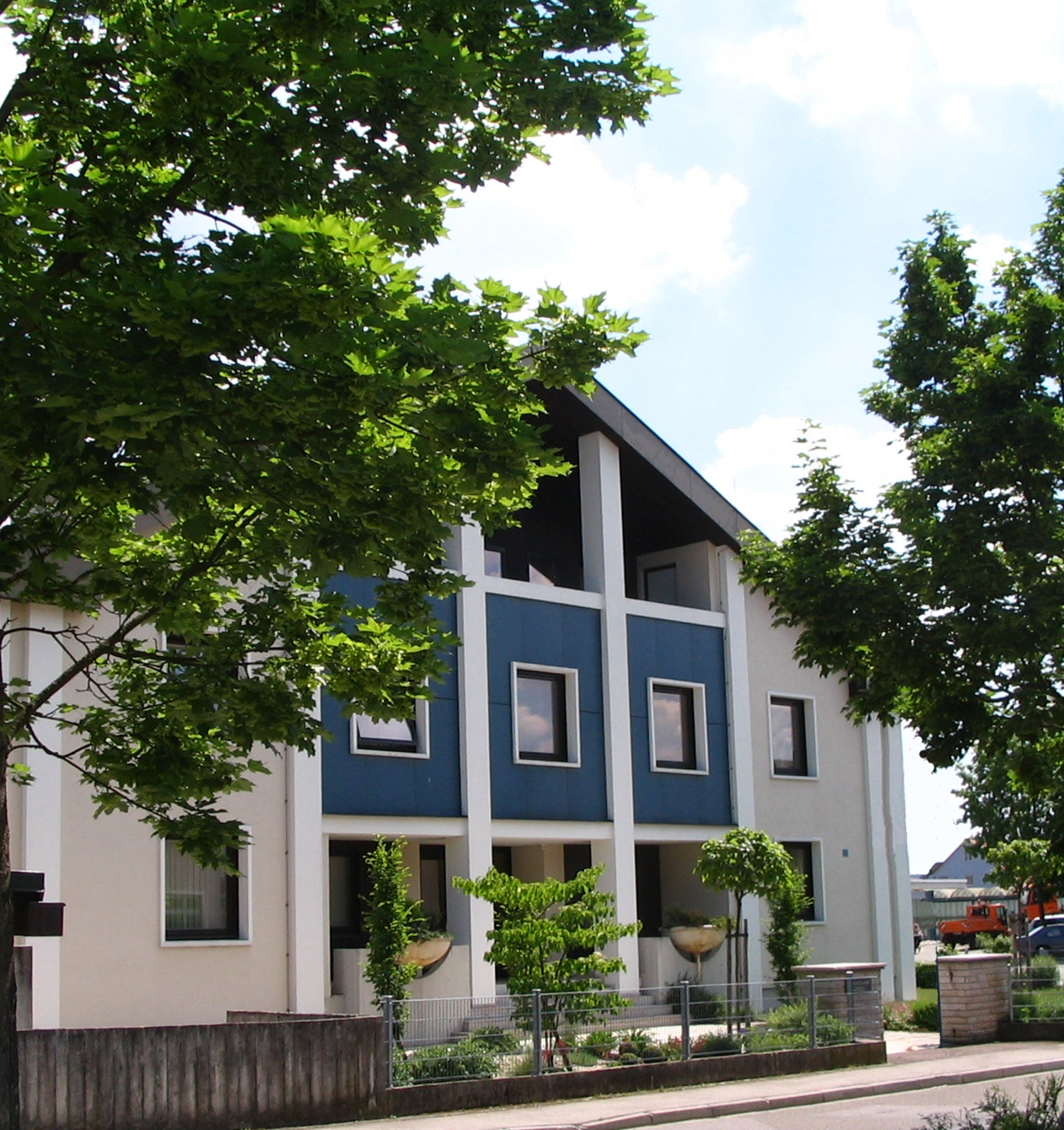
Verwaltungsgebäude Neustadt

Wilhelm Sander wurde am 26. August 1897 in Roth bei Nürnberg geboren. Seine Familie hatte einen medizinischen und unternehmerischen Hintergrund – sein Vater war praktizierender Arzt. Sander selbst studierte zunächst Landwirtschaft und Staatswissenschaften, schloss sein Studium jedoch nicht ab.

### Erfolge in der Medizintechnik
1923 gründete Sander seine Firma zur Herstellung von Sterilcatgut, einem speziellen resorbierbaren Nahtmaterial für chirurgische Eingriffe, das aus Schafsdärmen gewonnen wurde. Dieses Unternehmen trug maßgeblich zu seinem unternehmerischen Erfolg bei. Da es sich bei der Firma Dr. Ruhland Nachfolger mit ihrer Catgutproduktion um einen kriegswichtigen Betrieb mit zahlreichen Wehrmachts- und Krankenhausaufträgen handelte, wurde Sander mitsamt seiner Firma auf Anordnung evakuiert und nach Neustadt an der Donau versetzt, nachdem die Firma in der Nürnberger Wodanstraße völlig zerstört und Wohn- und Arbeitsraum in Nürnberg auf absehbare Zeit ein äußerst knappes Gut geworden waren.

### Wechsel in den Wohnungsbau
In den 1950er Jahren entdeckte Sander durch Zufall eine neue unternehmerische Möglichkeit im werksgeförderten Wohnungsbau. 1956 bis 1962 errichtete er für die Bayer AG in Leverkusen-Schlebusch 440 Wohnungen und 16 Läden. Dieses erfolgreiche Projekt führte dazu, dass Sander seine Aktivitäten im Wohnungsbau in den folgenden Jahren erheblich ausweitete. Insgesamt baute er bis zu seinem Tod 4.700 Wohnungen in Deutschland und der Schweiz.

### Testament
Sander blieb zeit seines Lebens unverheiratet und hatte keine direkten Nachkommen. 1964 traf er die Entscheidung, sein Vermögen der Förderung der medizinischen Forschung, insbesondere der Krebsforschung, zu widmen. Nach seinem Tod am 31. Dezember 1973 wurde sein Testament umgesetzt, und am 11. Dezember 1974 wurde die Wilhelm Sander-Stiftung offiziell gegründet.

## Gründung und Entwicklung der Wilhelm Sander-Stiftung
Im Verlauf des Jahres 1975 berief der Testamentsvollstrecker die nach der Satzung zuständigen Personen und Institutionen, um die Mitglieder des ersten Stiftungsrats für eine vierjährige Amtszeit zu berufen. Am 13. Oktober traf sich der fünfköpfige Stiftungsrat zur ersten konstituierenden Sitzung. Dem Gremium gehörten neben Ludwig Demling, der von 1966 bis 1986 die Medizinische Klinik mit Poliklinik der Universität Erlangen-Nürnberg, Max Eder, dem Direktor des Pathologischen Instituts der LMU München und Regierungspräsident a. D. Johannes Rieder sowie Testamentsvollstrecker Christian Schelter und sein Bevollmächtigter Walter Idler. Zum Vorsitzenden wurde Schelter und als Stellvertreter Eder gewählt. Außerdem wurden Jörg Koppenhöfer und Heinz Reuter zum Vorstand der Stiftung bestellt.
Am 12. Mai 1976 traf sich dann der Wissenschaftliche Beirat zur ersten konstituierenden Sitzung. Unter dem Vorsitz von Eberhard Buchborn, Direktor der Medizinischen Klinik Innenstadt der Universität München versammelten sich Hans-Werner Altmann, Wolfgang Gössner, die Direktoren der Pathologischen Institute der Universität Würzburg und der TU München, Harald zur Hausen, Direktor der Virologie der Universität Erlangen, Hanns Hippius, Direktor der Psychiatrischen Klinik und Poliklinik der Universität München und Direktor der Chirurgischen Klinik der TU München, Georg Maurer, Direktor der Universitätsfrauenklinik Erlangen, Karl G. Ober und Helmut Röckl, Direktor der Klinik und Poliklinik für Hauterkrankungen der Universität Würzburg.
Nach Gründung der Stiftung musste zunächst ein geeignetes Verfahren entwickelt werden, um die Mittel satzungsgemäß zu vergeben. Unter Mitwirkung der erfahrenen Gremienmitglieder entstanden Richtlinien für Förderanträge sowie ein Begutachtungsprozess, der sich an den Verfahren der Deutschen Forschungsgemeinschaft orientierte.
In den folgenden Jahren wuchs die Zahl der Förderanträge kontinuierlich, sodass der Wissenschaftliche Beirat seine Sitzungen von zweimal auf dreimal jährlich aufstockte. Auch die Einführung einer Vergütung für externe Gutachter trug zur Effizienzsteigerung bei.

### Bedeutende Personen und Gremien
Neben den leitenden Personen wie Testamentsvollstrecker Christian Schelter und Vorstandsmitglied Jörg Koppenhöfer, die Sander noch persönlich kannten, leisteten viele weitere Experten über Jahrzehnte engagierte Arbeit in den Stiftungsgremien:
Wissenschaftlicher Beirat
- Hans-Werner Altmann, 1976–1985
- Eberhard Buchborn (Vorsitzender), 1976–1999
- Wolfgang Gössner, 1976–1981
- Harald zur Hausen, 1976–1979
- Hanns Hippius, 1976–1984
- Georg Maurer, 1976–1979
- Karl G. Ober, 1976–1980
- Helmut Röckl, 1976–1988
- Karl Brand (Stv. Vorsitzender), 1979–1997
- Melchior Reiter, 1979–1991
- Erich Rügheimer, 1981–1987
- Henner Graeff, 1982–1994
- Gerhardt Nissen, 1985–1994
- Gert Riethmüller, 1985–2006
- Bernhard Fleckenstein, 1988–2020
- Hans Konrad Müller-Hermelink, 1988–1994
- Franz Hofmann, 1991–2012
- Eva-Bettina Bröcker, 1994–2016
- Heinz Höfler, 1994–2019
- Klaus Wilms, 1994–2006
- Cord-Michael Becker, 1997–2019
- Karl-Walter Jauch, 1997–2014
- Wolfgang Hiddemann, 1999–2014
- Wilko Weichert, 2019–2023
- Anja Katrin Bosserhoff, 2019–2023
- Thomas Gudermann, 2012–2023

Stiftungsrat:
- Ludwig Demling, 1975–1979
- Max Eder (Stv. Vorsitzender), 1975–1996
- Walter Idler, 1975–1987
- Johann Riederer, 1975–1979
- Christian Schelter (Vorsitzender), 1975 – 2003
- Gottfried Schmid, 1979–1995
- Karl-Heinrich Wulf, 1979–1983
- Hans Werner Pabst, 1983–1987
- Norbert Lang, 1987–1991
- Ludwig Moosbauer, 1987–1995
- Kurt Kochsiek, 1991–1995
- Henner Graeff, 1995–1999
- Karl-Heinz Michels, 1995–2015
- Olaf Wirth, 1995–2011
- Udo Löhrs (Stv. Vorsitzender), 1996–2015
- Joachim R. Kalden, 1999–2003
- Jörg Koppenhöfer (Vorsitzender), 2003–2015
- Hans Wolf, 2003–2007
- Markus Schwaiger, 2011–2015
- Andreas Mackensen, 2015–2019
- Thomas Kirchner, 2015–2023
- Wolfgang Herr 2019–2023

Vorstand
- Jörg Koppenhöfer, 1975–2003
- Heinz Reuter, 1975–1995
- Ulrich Reuter, 1996–2020
- Manuel Mokosch, 2020–2021
- Bernhard Knappe, 2003–2024

Die enge Zusammenarbeit mit den zuständigen bayerischen Behörden, insbesondere dem Staatsministerium für Unterricht und Kultus, trug ebenfalls maßgeblich zur erfolgreichen Entwicklung der Stiftung in den Anfangsjahren bei.

#### Aktuelle Gremien
Stiftungsrat
- Harald Spiegel (Vorsitzender)
- Thomas Gudermann (stellv. Vorsitzender)
- Jörg Koppenhöfer (Ehrenvorsitz)
- Anja Katrin Bosserhoff
- Michael Mihatsch
- Jochen Schenk

Wissenschaftlicher Beirat
- Hermann Einsele, Direktor der Medizinischen Klinik und Poliklinik II des Universitätsklinikums Würzburg (Vorsitzender)
- Sabine Werner, Direktorin des Instituts für Molekulare Gesundheitswissenschaften der ETH Zürich (Stellvertretende Vorsitzende)
- Ralf Bartenschlager, Präsident der Gesellschaft für Virologie und Leiter der Abteilung Molekulare Virologie am Deutschen Krebsforschungszentrum, Heidelberg
- Wolfgang Kastenmüller, Direktor des Instituts für Systemimmunologie der Julius-Maximilians-Universität Würzburg
- Frederick Klauschen, Direktor des Institutes für Pathologie der Ludwig-Maximilians-Universität München
- Susanne Mühlich, Professorin für Molekulare und Klinische Pharmazie am Department Chemie und Pharmazie an der FAU Erlangen-Nürnberg
- Olaf Ortmann, Direktor der Klinik für Frauenheilkunde und Geburtshilfe der Universität Regensburg
- Jürgen Ruland, Professor für Klinische Chemie und Pathobiochemie an der TUM School of Medicine and Health
- Jens Werner, Direktor der Klinik für Allgemein-, Viszeral-, Gefäß- und Transplantationschirurgie des LMU Klinikums, München

Vorstand
- Ernst G. Wittmann, Diplom-Kaufmann
- Ralf Reichartz, Architekt

Die Stiftung ist Mitglied im Bundesverband Deutscher Stiftungen und ihre Gremien betrachten die Grundsätze guter Stiftungspraxis als verbindlich.

### Stiftungszweck und Förderschwerpunkte
Gemäß dem letzten Willen von Wilhelm Sander liegt der Schwerpunkt der Stiftungsarbeit auf der Förderung der medizinischen Forschung, insbesondere der Krebsforschung. Der Stiftungsrat entscheidet unter Beratung des Wissenschaftlichen Beirats über die Vergabe der Fördermittel.
Über die Jahre hat die Stiftung eine Vielzahl von Forschungsprojekten an Universitäten und Forschungseinrichtungen in Deutschland und der Schweiz unterstützt. Sie hat sich als bedeutender Förderer der Krebsforschung etabliert und bis 2024 Millionenbeträge für innovative Projekte bereitgestellt.
Die Förderung ist beschränkt auf Deutschland und die Schweiz.